# Ranunculus aconitifolius
Ranunculus aconitifolius (L., 1753), comunemente noto come ranuncolo a foglie d'Aconito, è una pianta appartenente alla famiglia delle Ranunculaceae, diffusa in Europa centro-occidentale e comune nei prati erbosi del territorio italiano.

## Etimologia
Il nome generico (Ranunculus), passando per il latino, deriva dal greco Batrachion, e significa “rana” (è Plinio scrittore e naturalista latino, che c'informa di questa etimologia) in quanto molte specie di questo genere prediligono le zone umide, ombrose e paludose, habitat naturale degli anfibi. L'epiteto specifico (aconitifolius) derivato dal latino si riferisce alla somiglianze delle foglie con quelle delle specie del genere Aconitum.

Il binomio scientifico attualmente accettato (Ranunculus aconitifolius) è stato proposto da Carl von Linné (1707 – 1778), biologo e scrittore svedese, considerato il padre della moderna classificazione scientifica degli organismi viventi, nella pubblicazione Species Plantarum del 1753.

## Descrizione

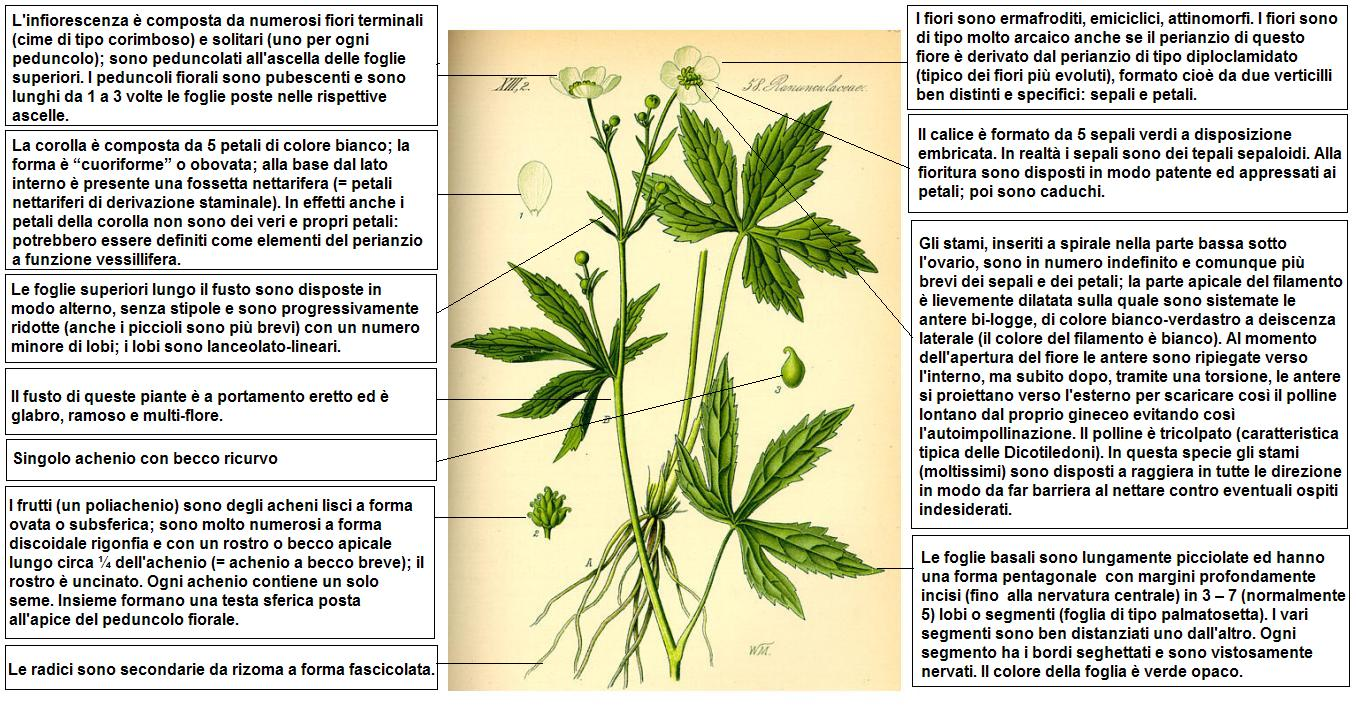
Descrizione delle parti della pianta

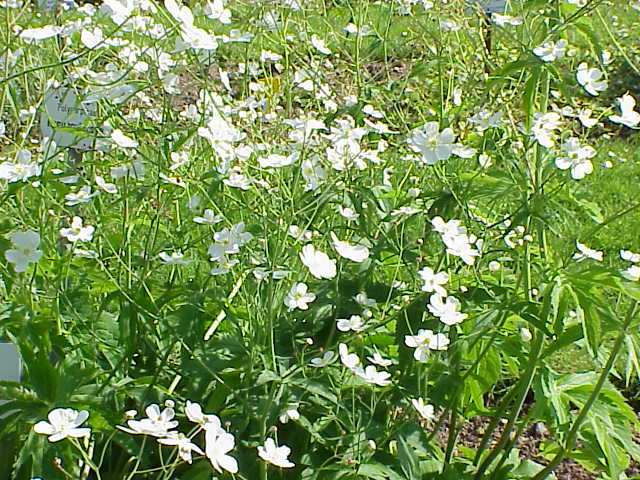
Il portamento

È una pianta perenne ed erbacea terrestre. L'altezza media oscilla tra 20 e 40 cm (massimo 1 m). Da un punto di vista biologico è definita emicriptofita scaposa (H scap), ossia una pianta con gemme svernanti al livello del suolo e protetta dalla lettiera o dalla neve; inoltre è dotata di un asse fiorale eretto con poche foglie. Tutta la pianta è priva di cellule oleifere.

### Radici
Le radici sono secondarie da rizoma a forma fascicolata.

### Fusto
- Parte ipogea: praticamente assente.
- Parte epigea: i fusti aerei di queste piante sono a portamento eretto. Sono ramosi, multi-flori e glabri.

### Foglie

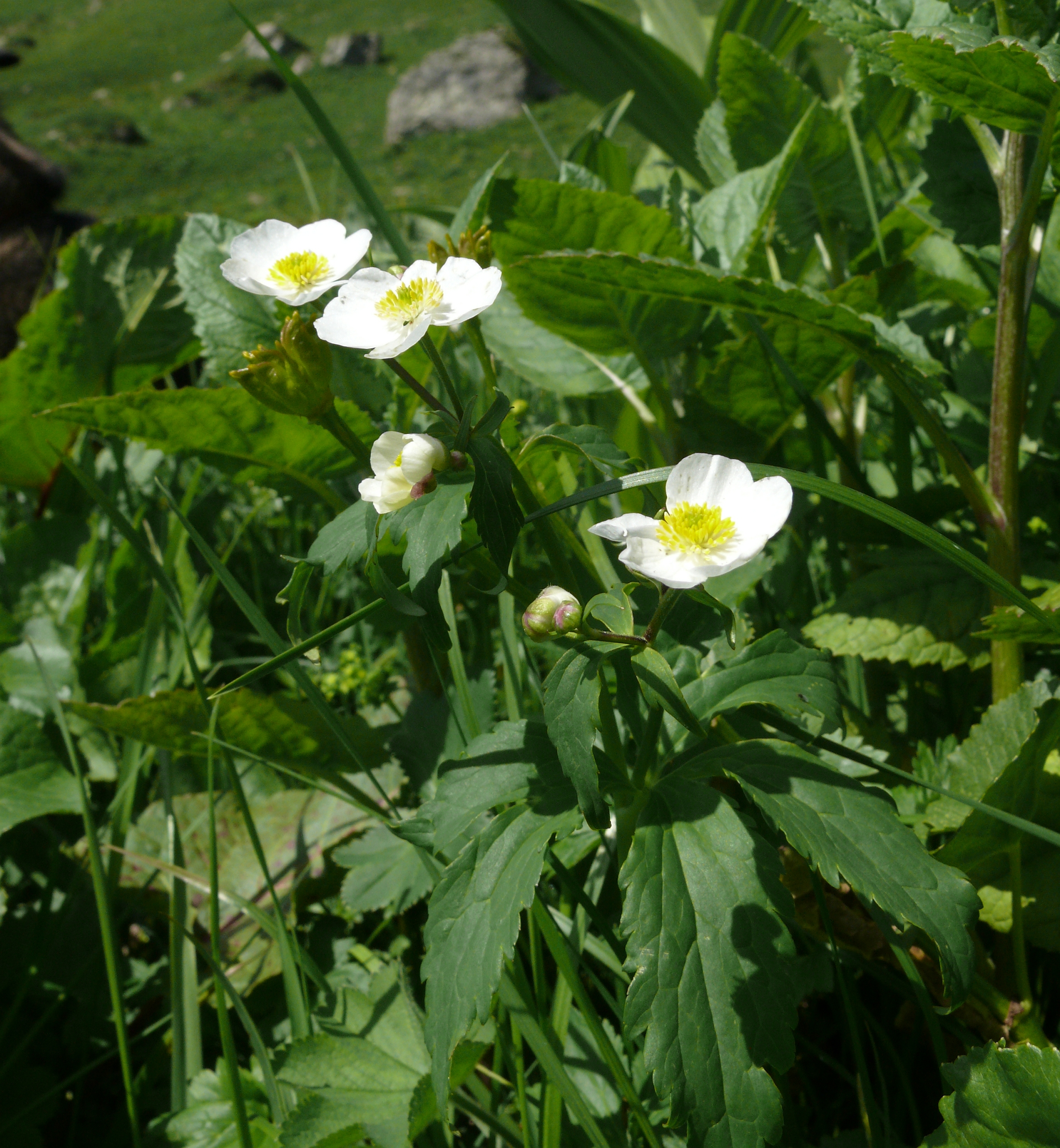
Le foglie

- Foglie basali: le foglie basali sono lungamente picciolate ed hanno una forma pentagonale con margini profondamente incisi (fino alla nervatura centrale) in 3 – 7 (normalmente 5) lobi o segmenti (foglia di tipo palmatosetta). I vari segmenti sono ben distanziati uno dall'altro. Ogni segmento ha i bordi seghettati e sono vistosamente innervati. Il colore della foglia è verde opaco. Lunghezza del picciolo: 8 – 25 cm. Diametro della lamina: 4 – 8 cm.
- Foglie cauline: le foglie superiori lungo il fusto sono disposte in modo alterno, senza stipole e sono progressivamente ridotte (anche i piccioli sono più brevi) con un numero minore di lobi; i lobi sono lanceolato-lineari. Dimensione dei lobi: larghezza 1 – 2 cm; lunghezza 3 – 5 cm.

### Infiorescenza
L'infiorescenza è composta da numerosi fiori terminali (cime di tipo corimboso) e solitari (uno per ogni peduncolo); sono peduncolati all'ascella delle foglie superiori. I peduncoli sono inoltre pubescenti e sono lunghi da 1 a 3 volte le foglie poste nelle rispettive ascelle. 

### Fiore

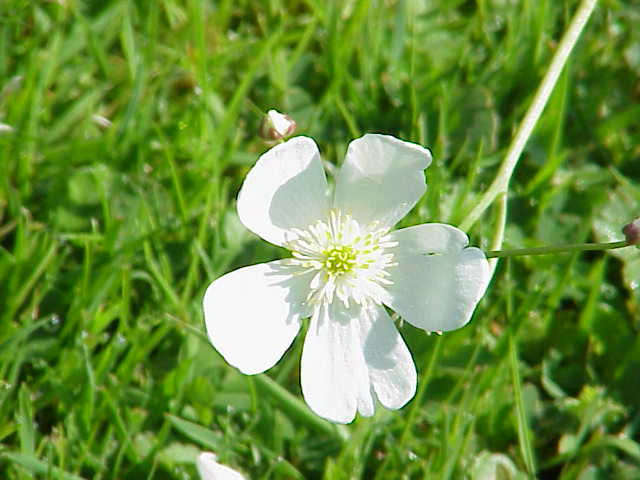
Il fiore

I fiori sono ermafroditi, emiciclici, attinomorfi. I fiori sono di tipo molto arcaico anche se il perianzio(o anche più esattamente il perigonio) di questo fiore è derivato dal perianzio di tipo diploclamidato (tipico dei fiori più evoluti), formato cioè da due verticilli ben distinti e specifici: sepali e petali. Il ricettacolo (supporto per il perianzio) è glabro. Diametro dei fiori: 15 mm.
- Formula fiorale: per queste piante viene indicata la seguente formula fiorale:

* K 5, C 5, A molti, G 1-molti  (supero), achenio
- Calice: il calice è formato da 5 sepali verdi a disposizione embricata. In realtà i sepali sono dei tepali sepaloidi[6]. Alla fioritura sono disposti in modo patente ed appressati ai petali; poi sono caduchi.
- Corolla: la corolla è composta da 5 petali di colore bianco; la forma è “cuoriforme” o obovata; alla base dal lato interno è presente una fossetta nettarifera (= petali nettariferi di derivazione staminale). In effetti anche i petali della corolla non sono dei veri e propri petali: potrebbero essere definiti come elementi del perianzio a funzione vessillifera[7]. Dimensione dei petali: larghezza 3 mm; lunghezza 6 mm.
- Androceo: gli stami, inseriti a spirale nella parte bassa sotto l'ovario, sono in numero indefinito e comunque più brevi dei sepali e dei petali; la parte apicale del filamento è lievemente dilatata sulla quale sono sistemate le antere bi-logge, di colore bianco-verdastro a deiscenza laterale (il colore del filamento è bianco). Al momento dell'apertura del fiore le antere sono ripiegate verso l'interno, ma subito dopo, tramite una torsione, le antere si proiettano verso l'esterno per scaricare così il polline lontano dal proprio gineceo evitando così l'autoimpollinazione. Il polline è tricolpato (caratteristica tipica delle Dicotiledoni). In questa specie gli stami (moltissimi) sono disposti a raggiera in tutte le direzione in modo da far barriera al nettare contro eventuali ospiti indesiderati.
- Gineceo: l'ovario è formato da diversi carpelli liberi uniovulari; sono inseriti a spirale sul ricettacolo; gli ovuli sono eretti e ascendenti. I pistilli sono apocarpici (derivati appunto dai carpelli liberi) e sono giallastri, mentre la parte basale (il carpello) è verde chiaro quasi trasparente.
- Fioritura: da maggio a luglio.

### Frutti
I frutti (un poliachenio) sono degli acheni lisci a forma ovata o subsferica; sono molto numerosi a forma discoidale rigonfia e con un rostro o becco apicale lungo circa ¼ dell'achenio (= achenio a becco breve); il rostro è uncinato. Ogni achenio contiene un solo seme. Insieme formano una testa sferica posta all'apice del peduncolo fiorale. Dimensione degli acheni: larghezza 2,5 mm; lunghezza 3 mm.

## Riproduzione
La riproduzione di questa pianta avviene per via sessuata grazie all'impollinazione degli insetti pronubi (soprattutto api) in quanto è una pianta provvista di nettare (impollinazione entomogama).

## Distribuzione e habitat
- Geoelemento: il tipo corologico (area di origine) è Europeo o più strettamente Orofita - Sud Europeo.
- Distribuzione: in Italia questo ranuncolo si trova comunemente solamente al nord: in tutte le Alpi (ad esclusione delle province di TN e BL) e nell'Appennino Tosco-Emiliano. Sui rilievi europei è comune ovunque ad esclusione dei Monti Carpazi e Monti Balcani.
- Habitat: l'habitat tipico per questa pianta sono i prati torbosi nelle vicinanze di sorgenti d'acqua (bordi dei ruscelli), e comunque pascoli umidi, praterie rase subalpine, megaforbieti e faggete. Il substrato preferito è sia calcareo/siliceo che siliceo con pH neutro con terreno ad alti valori nutrizionali e in prevalenza bagnato.
- Distribuzione altitudinale: sui rilievi queste piante si possono trovare da 500 fino a 2200 m s.l.m.; frequentano quindi i seguenti piani vegetazionali: montano e subalpino.

### Fitosociologia
Dal punto di vista fitosociologico la specie di questa voce appartiene alla seguente comunità vegetale:
Formazione: delle comunità delle macro- e megaforbie terrestri
Classe: Molinio-Arrhenatheretea
Ordine: Molinietalia caeruleae
Alleanza: Calthion palustris

## Tassonomia
Il genere Ranunculus è un gruppo molto numeroso di piante comprendente oltre 400 specie originarie delle zone temperate e fredde del globo, delle quali quasi un centinaio appartengono alla flora spontanea italiana. La famiglia delle Ranunculaceae invece comprende oltre 2500 specie distribuite su 58 generi. 

Le specie spontanee della nostra flora sono suddivise in tre sezioni (suddivisione a carattere pratico in uso presso gli orticoltori organizzata in base al colore della corolla): Xanthoranunculus – Batrachium – Leucoranunculus. La specie Ranunculus aconitifolius appartiene alla terza sezione (Leucoranunculus) caratterizzata dall'avere i peduncoli fruttiferi diritti, acheni lisci e piante a portamento eretto.

Un'altra suddivisione, che prende in considerazione caratteristiche morfologiche ed anatomiche più consistenti (ma fondamentalmente simili), è quella che divide il genere in due sottogeneri (o subgeneri), assegnando il Ranunculus aconitifolius al subgenere Ranunculus, caratterizzato da piante con fusti eretti (e quindi forniti di tessuti di sostegno), peduncoli dell'infiorescenza eretti alla fruttificazione, lamina fogliare ben sviluppata e petali gialli o bianchi (l'altro subgenere Batrachium è dedicato soprattutto alle specie acquatiche).

Il numero cromosomico di R. aconitifolius è: 2n = 16.

### Variabilità
Nell'elenco che segue sono indicate alcune sottospecie e varietà non presenti in Italia (l'elenco può non essere completo e alcuni nominativi sono considerati da altri autori dei sinonimi della specie principale o anche di altre specie):

Sottospecie:
- Ranunculus aconitifolius subsp. platanifolius (L.) Berher in L. Louis (1887)

Varietà:
- Ranunculus aconitifolius var. crassicaulis DC. (1817)
- Ranunculus aconitifolius var. dealbatus (Lapeyr.) DC. (1817)
- Ranunculus aconitifolius var. flexicaulis Martrin-Donos (1852)
- Ranunculus aconitifolius var. humilis DC. (1817)
- Ranunculus aconitifolius var. intermedius DC. (1817)

### Ibridi
Nell'elenco che segue sono indicati alcuni ibridi interspecifici:
- Ranunculus × aconitoides DC. ex Rouy (1893) - Ibrido con Ranunculus glacialis L.
- Ranunculus × intermediifolius W.Huber (1988) - Ibrido con Ranunculus platanifolius L..

### Sinonimi
La specie di questa voce ha avuto nel tempo diverse nomenclature. L'elenco che segue indica alcuni tra i sinonimi più frequenti:
- Ranula aconitifolia (L.) Fourr. (1868)
- Ranunculus argenteus E.H.L. Krause in Sturm (1901)
- Ranunculus caballeroi Losa & P. Montserrat (1952)
- Ranunculus giganteus Lapeyr. (1818)
- Ranunculus heterophyllus Lapeyr. (1813)
- Ranunculus intermedius (Rouy & Foucaud) A.W. Hill (1926)
- Ranunculus medius Bernh. (1808)
- Ranunculus multiflorus Dulac (1867)

### Specie simili
Una specie molto simile a quella di questa voce è il Ranunculus platanifolius L., 1767 - Ranuncolo con foglie di platano: differisce in quanto la lamina delle foglie non è completamente divisa in lobi, mentre il peduncolo fiorale è glabro. Questa pianta inoltre è mediamente più alta rispetto al “Ranuncolo a foglie d'Aconito”.

## Usi

### Farmacia
Queste piante contengono l'anemonina; una sostanza particolarmente tossica per animali e uomini. Infatti gli erbivori brucano le foglie di queste piante con molta difficoltà e solamente dopo una buona essiccazione (erba affienata) che fa evaporare le sostanze più pericolose. Anche le api evitano di bottinare il nettare dei “ranuncoli”. Sulla pelle umana queste piante possono creare delle vesciche (dermatite); mentre sulla bocca possono provocare intenso dolore e bruciore alle mucose.

### Giardinaggio
Sono piante rustiche di facile impianto per cui spesso sono coltivate nei giardini rustici o anche alpini.